# Schwarzwaldhaus

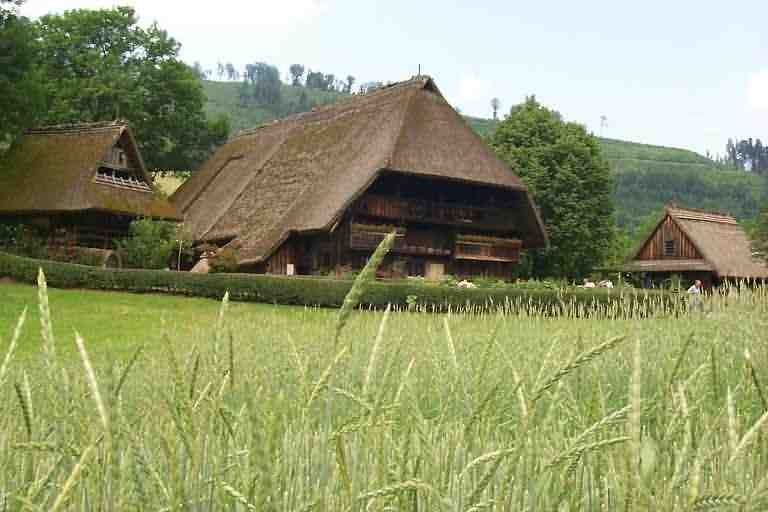
Der Vogtsbauernhof im gleichnamigen Freilichtmuseum

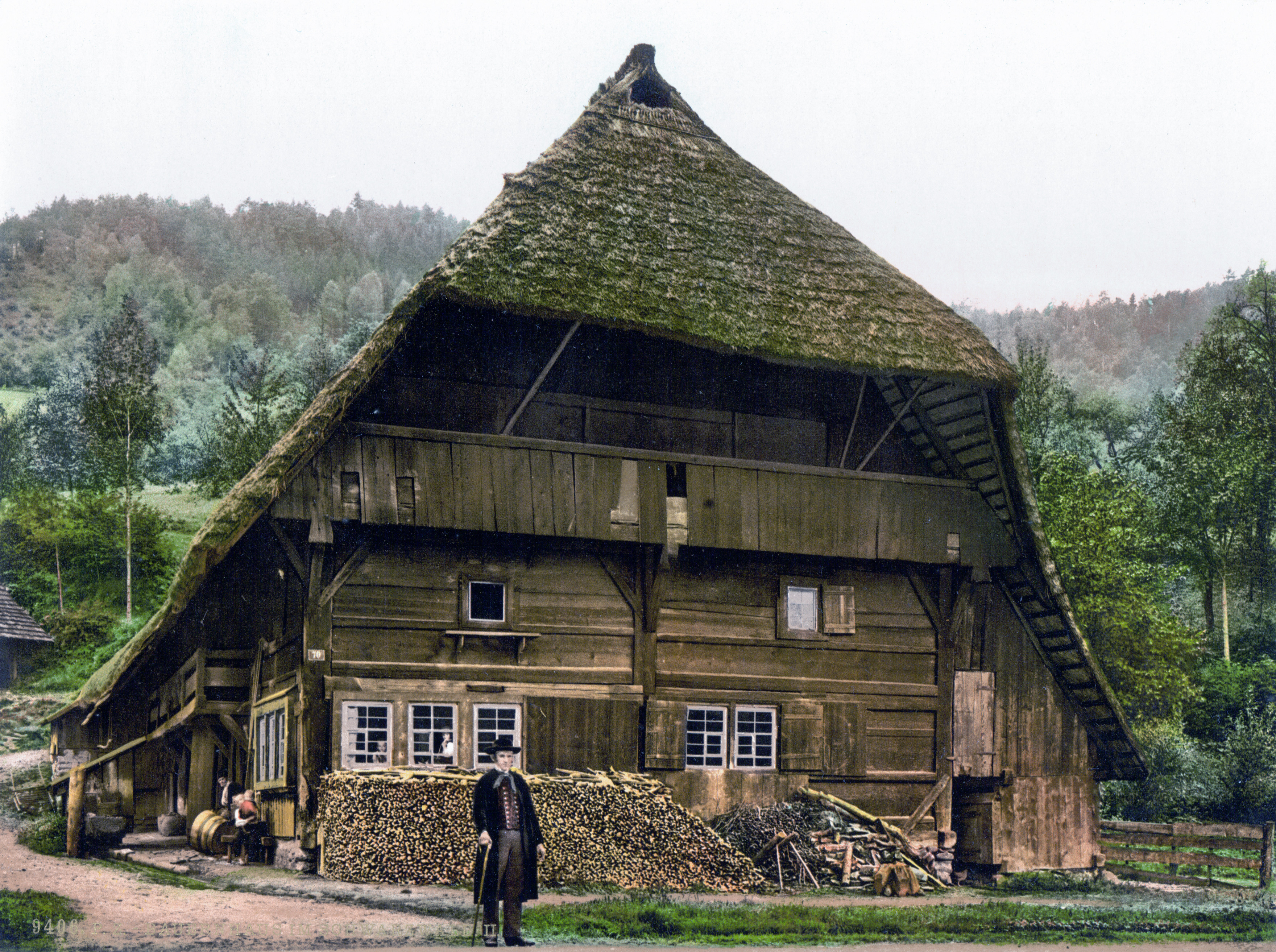
Haus eines Schwarzwälder Kleinbauern, 1898

Das Schwarzwaldhaus ist ein Wohnstallhaus, das sich vor allem im mittleren und südlichen Schwarzwald findet. Es ist äußerlich gekennzeichnet durch das an den Seiten weit herabgezogene Walm- oder Krüppelwalmdach, getragen von der Firstsäule. Der Gebäudetyp ist angepasst an die Besonderheit des Schwarzwalds: Hanglage, weite Wege, große Schneemengen und starke Windbelastungen. Einzelne Höfe, wie etwa der Hierahof bei Lenzkirch-Saig, heute noch bewirtschaftet, erreichen ein Alter von über 400 Jahren.

## Haustypen
Je nach Standort der einzelnen Höfe haben sich verschiedene Haustypen herausgebildet, die unterschiedlichen klimatischen Bedingungen angepasst sind. Hermann Schilli, der Initiator des Schwarzwälder Freilichtmuseums Vogtsbauernhof, unterscheidet sieben Typen des Schwarzwaldhauses:
1. Das Heidenhaus, auch Höhenhaus, ist die wohl älteste Form des Schwarzwälder Bauernhauses, das sich vor allem im Hochschwarzwald findet[2]. In seiner älteren Form sind die Wohnräume dem Hang zugewandt. Sein Name wird so erklärt: „Bei den Bauern des Hochschwarzwaldes ist das Wissen um einzelne mittelalterliche Konstruktionselemente des Eindachhauses bis heute lebendig geblieben. Es mag sein, dass sie aus diesem Grund ihre Hausform als von „Heiden“ erfunden glauben und sie daher als „Heidenhaus“ bezeichnen. Zweifellos soll der Begriff das archaische Erscheinungsbild dieses Haustyps und sein vermeintlich hohes Alter versinnbildlichen…“[3]
2. Das Heidenhaus in seiner neueren Form unterscheidet sich von der älteren Form durch die Drehung des Grundrisses um 180 Grad, so dass die Wohnräume jetzt talseitig liegen. Das Dach bei beiden Hausformen ist meist ein weit heruntergezogenes komplettes Walmdach, also kein Krüppelwalmdach.
3. Das Zartener Haus findet man eher auf ebenen Talböden. Sein Name leitet sich ab von den Ortschaften Zarten und Kirchzarten im Dreisamtal, Südschwarzwald.
4. Das Schauinslandhaus, nach dem Freiburger Hausberg Schauinsland benannt, findet man in den hohen, gipfelnahen Regionen des südlichen Schwarzwalds. Es steht, anders als die bisher genannten Typen mit der Breitseite zum Hang, von wo auch das Heulager angefahren wird.
5. Das Hotzenhaus muss ähnlichen klimatischen Bedingungen genügen, ist es doch im klimatisch rauen Hotzenwald verbreitet. Auch hier steht das Haus meist mit der Breitseite zum Hang und hat auf allen Seiten ein weit heruntergezogenes Dach.
6. Das Gutacher Haus findet man am Ostrand des Schwarzwaldes. Es ist vielleicht die typischste Hausform, die mit dem Schwarzwald verbunden wird.
7. Das Kinzigtäler Haus steht vor allem im Einzugsgebiet der Flüsse Acher, Rench, Kinzig und Schutter, also im mittleren Schwarzwald. Es ist in seiner äußeren Form dem Gutacher Haus ähnlich, unterscheidet sich von diesem aber in seiner Konstruktion und in den Grundrissen.

## Aufbau

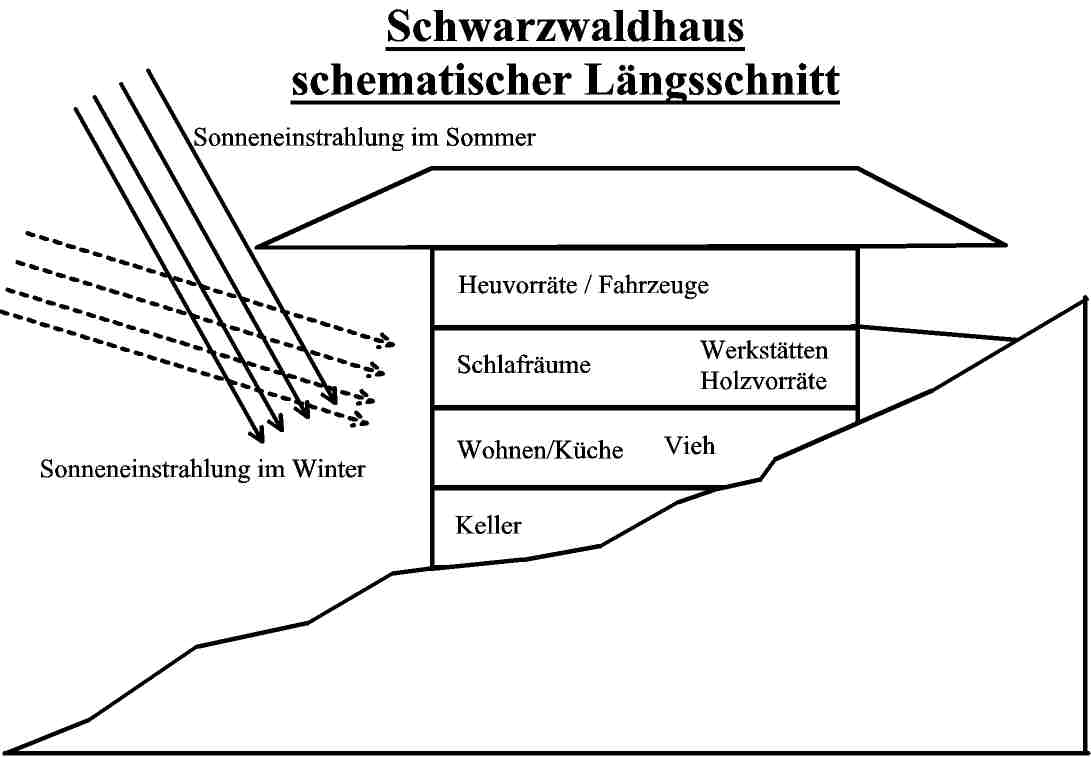
Schematischer Schnitt durch einen Schwarzwaldhof

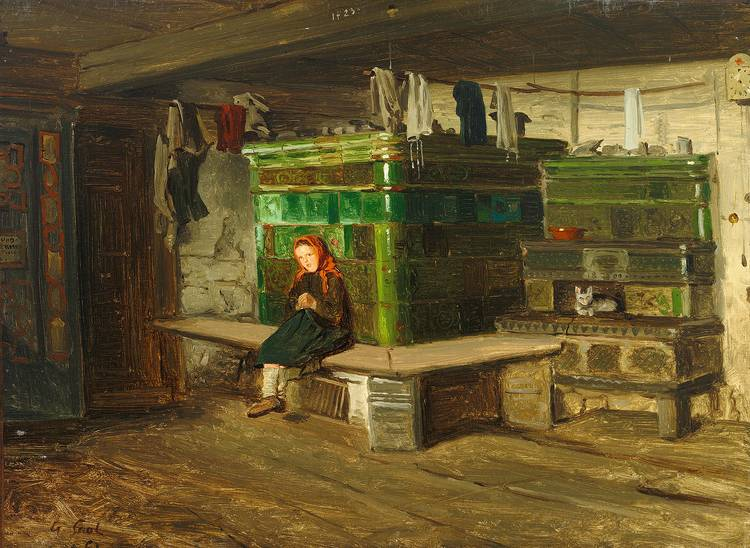
Schwarzwaldstube mit Kachelofen, Gemälde von Georg Saal, 1861

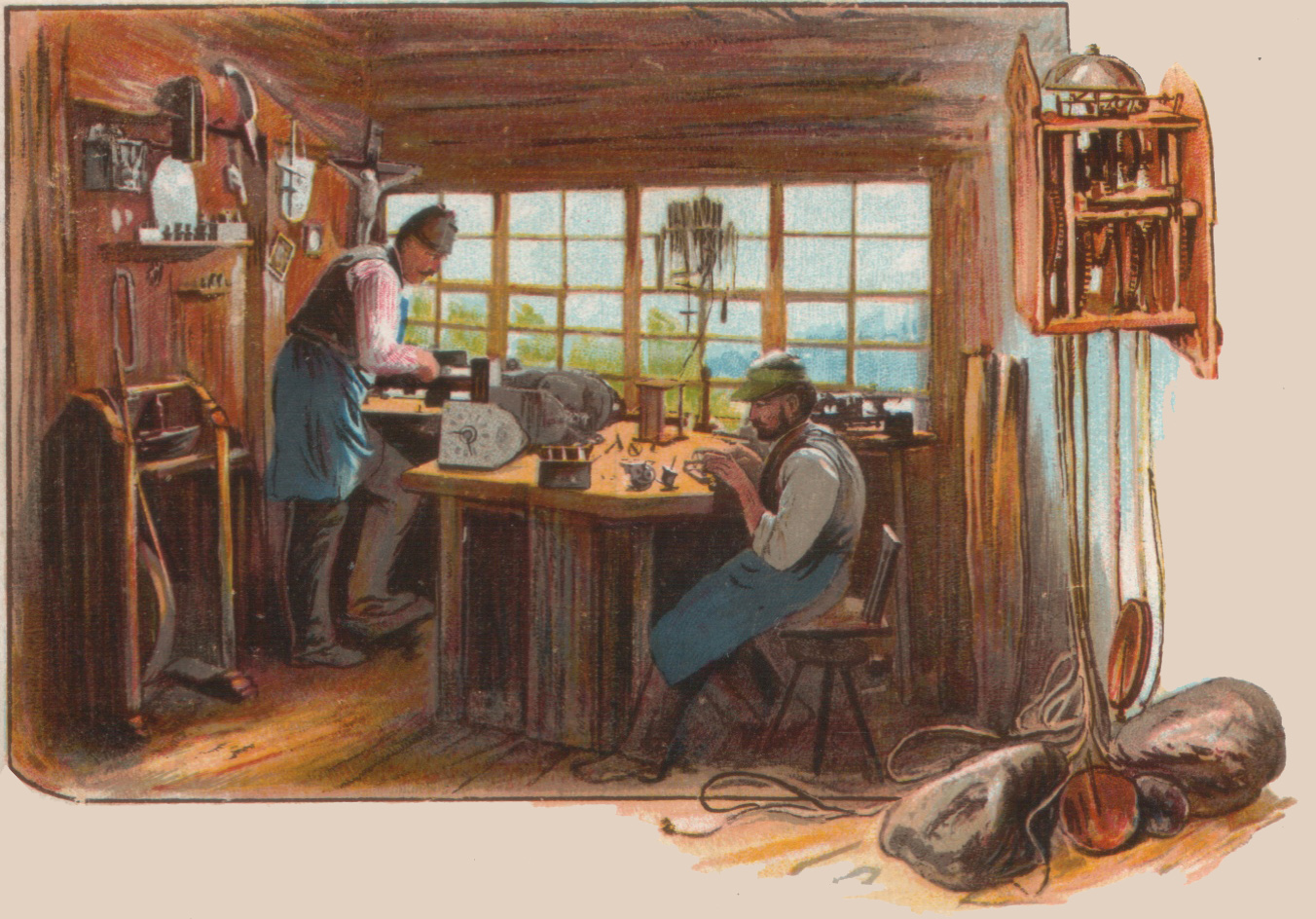
Uhrmacherwerkstatt in einem Schwarzwaldhaus, nach einem Aquarell von L. Sigwarth

Das Haus vereinigt in sich sowohl Wohn- und Arbeitsräume als auch Stallungen. Auf einem in der Regel aus Natursteinen gemauerten Kellergeschoss sitzen die weiteren, aus Holz gebauten Stockwerke auf.

### Dach
Das weit vorkragende und an den Seiten tief heruntergezogene Dach verschattet im Sommer die Hauswände, welche sich durch die im Winter tiefer stehende Sonne jedoch erwärmen können. Das Dach ruht auf den Firstsäulen und wurde je nach Gegebenheit mit Holzschindeln oder Stroh gedeckt, heutzutage erfolgt meist eine Ziegeldeckung. In den Hochlagen des Schwarzwaldes herrscht Vieh- und Holzwirtschaft vor, daher werden dort überwiegend Schindeln eingesetzt, in den Tallagen findet man überwiegend Strohdeckung. Die allseitig geneigten Dachflächen des Krüppelwalmdachs verringern die Angriffsfläche für Windlasten und verbessern deren Abtragung.
Der Dachboden, auch Tenne genannt, dient als Heulager und ist über eine Rampe oder einen Steg vom hinter dem Haus ansteigenden Hang aus befahrbar (Hocheinfahrt). Die oftmals gaubenartige Einfahrt wird im Alemannischen als „Ifahrhüsli“ bezeichnet. Das Heu kann durch das sogenannte Heuloch leicht in die darunter liegenden Stallungen geworfen werden.

### Wohnbereich
Den Mittelpunkt des Wohnbereichs bildet ein zentral gelegener Kachelofen. Er wird im Alemannischen auch als "Kunscht" bezeichnet. Von der Küche aus geheizt, erwärmt er zugleich die Stube als auch die oberhalb gelegenen Schlafzimmer. Die Warmluftzufuhr zu den oberhalb gelegenen Bereichen kann über hölzerne Schiebeklappen geregelt werden. Oft gibt es keinen Kamin, sondern der Rauch zieht über einen Rauchfang durch eine Räucherkammer ab, wird zum Räuchern der Fleischvorräte genutzt und zieht dann durchs Dach. Damit wird die Feuchtigkeit des Stalls neutralisiert und das Holz konserviert.

### Ökonomiebereich
Im hinteren Teil des Hauses liegen die Stallungen, die Tiere tragen im Winter mit zur Erwärmung des Hauses bei. Teilweise lagen über den Stallungen die Kammern für Knechte und Mägde.

### Keller
Der aus Natursteinen gemauerte Keller schützt das Gebäude vor Bodenfeuchtigkeit. Er dient im Winter wie im Sommer als kühler Lagerungsraum für leicht verderbliche Nahrungsmittel.

## Nebengebäude
Je nach den örtlichen Bedingungen und dem Umfang der Hofwirtschaft stehen in der Nähe des eigentlichen Hofgebäudes einige Nebengebäude, etwa das „Libding“ (Leibgedinge), ein kleines Wohnhaus für die Altbauern, das diese nach Übergabe des Hofes bewohnten. Oft steht neben dem Hof auch eine Kapelle. Manchmal gibt es auch ein kleines Backhaus, auch Schuppen für Geräte, Kutschen, Schlitten und, sofern ein Wasserlauf vorhanden ist, eine kleine Getreidemühle für den Eigengebrauch. Neben vielen Höfen findet man auch einen Löschwasserteich. Größere Höfe hatten einen Speicher. In den umgebenden Hochlagen besaßen manche Höfe eine Sennerei.

## Wissenschaftliche Bestandsaufnahme
1934 setzte der Architekt Wilhelm Lochstampfer durch die von ihm veranlasste Bauaufnahmen eine der Grundlagen zur Erforschung der Bau-, Konstruktions- und Nutzungsweise.

## Das Schwarzwaldhaus heute
Viele Schwarzwaldhöfe weisen auch heute noch die typische Form des Schwarzwaldhauses auf. Allerdings sind sie im Innern meist nach den heutigen Bedürfnissen (Wohnkomfort, Maschineneinsatz) umgebaut. Teilweise wurden neue Ställe neben dem Hofgebäude errichtet, um die Milchviehhaltung den heutigen Bedürfnissen anzupassen. Häufig erheben sich heute neben den Höfen auch Silos für Silagefutter. Häufig bauten Bauern freigewordene Räume, auch das Libding, zu Fremdenzimmern oder Ferienwohnungen aus, um zusätzliche Verdienstmöglichkeiten zu schaffen.
Eine Reihe historischer Höfe aus verschiedenen Teilen des Schwarzwalds wurden im Freilichtmuseum Vogtsbauernhof originalgetreu wieder aufgebaut.
In der Fernsehserie Schwarzwaldhaus 1902 ließ der Südwestrundfunk eine moderne Familie die Zeit vor hundert Jahren in einem Schwarzwaldhof der Gemeinde Münstertal im Südschwarzwald nachleben.

## Bekannte Schwarzwaldhäuser

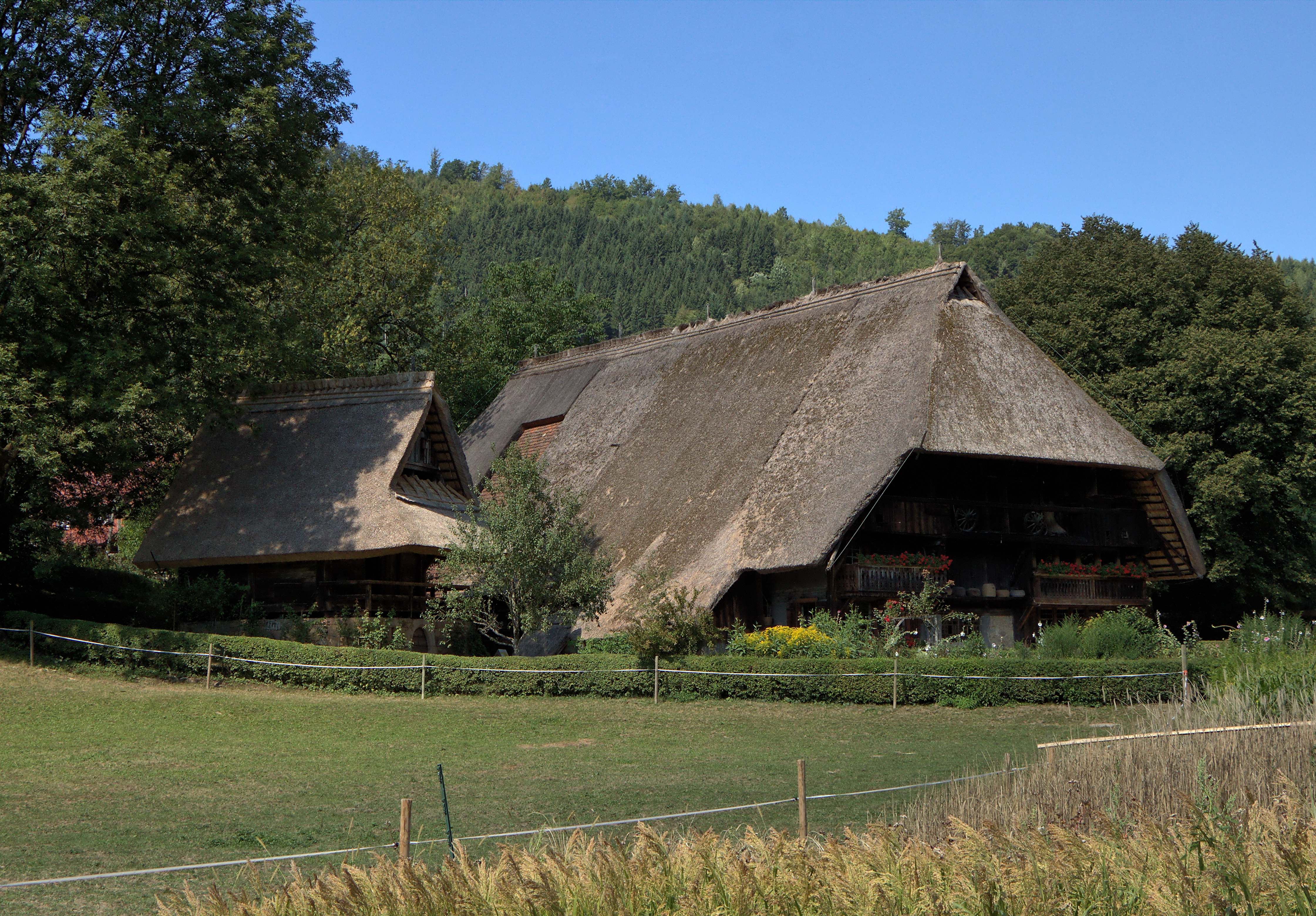
Freilichtmuseum Vogtsbauernhof in Gutach
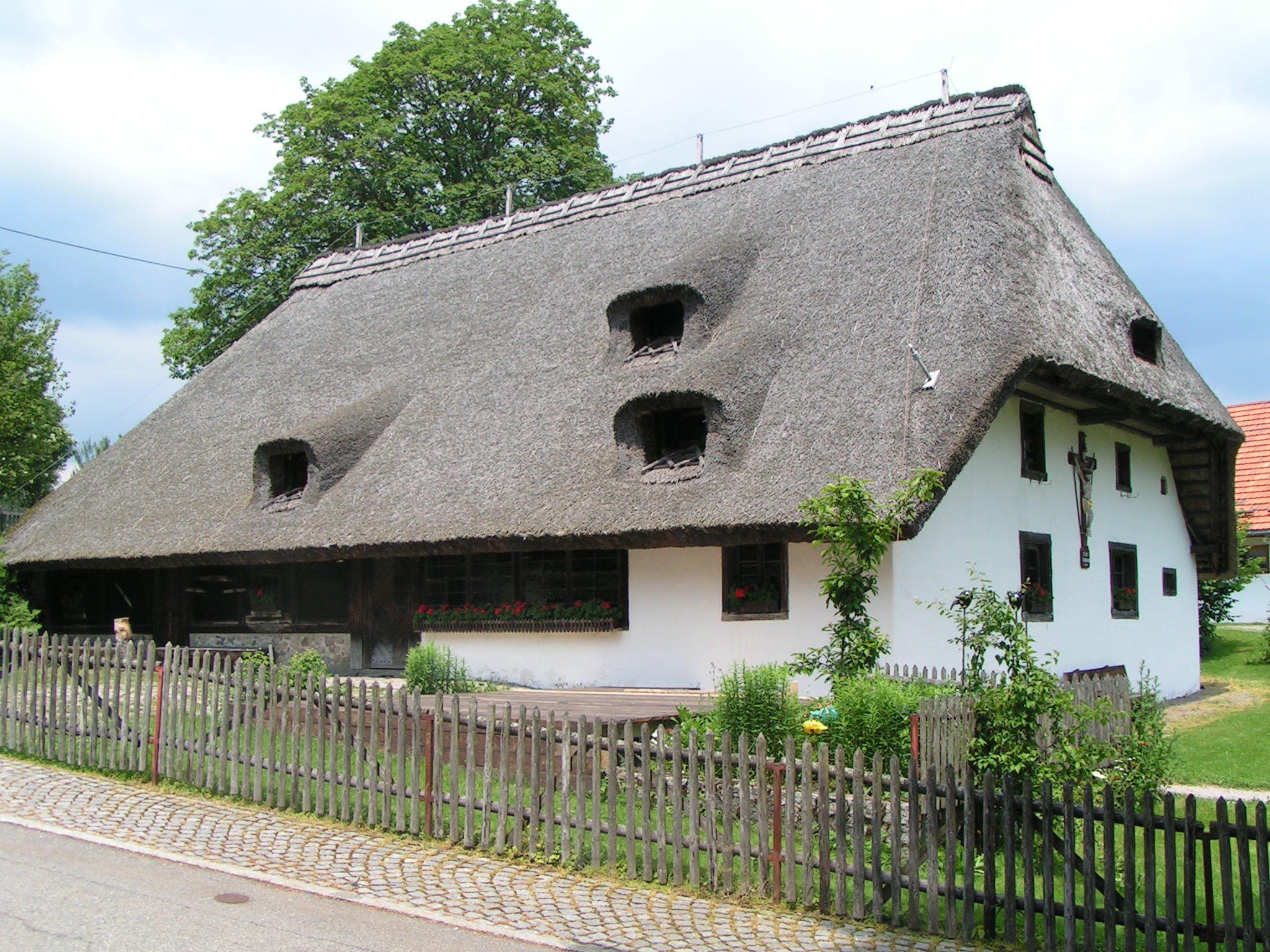
Freilichtmuseum Klausenhof, Hotzenhaus
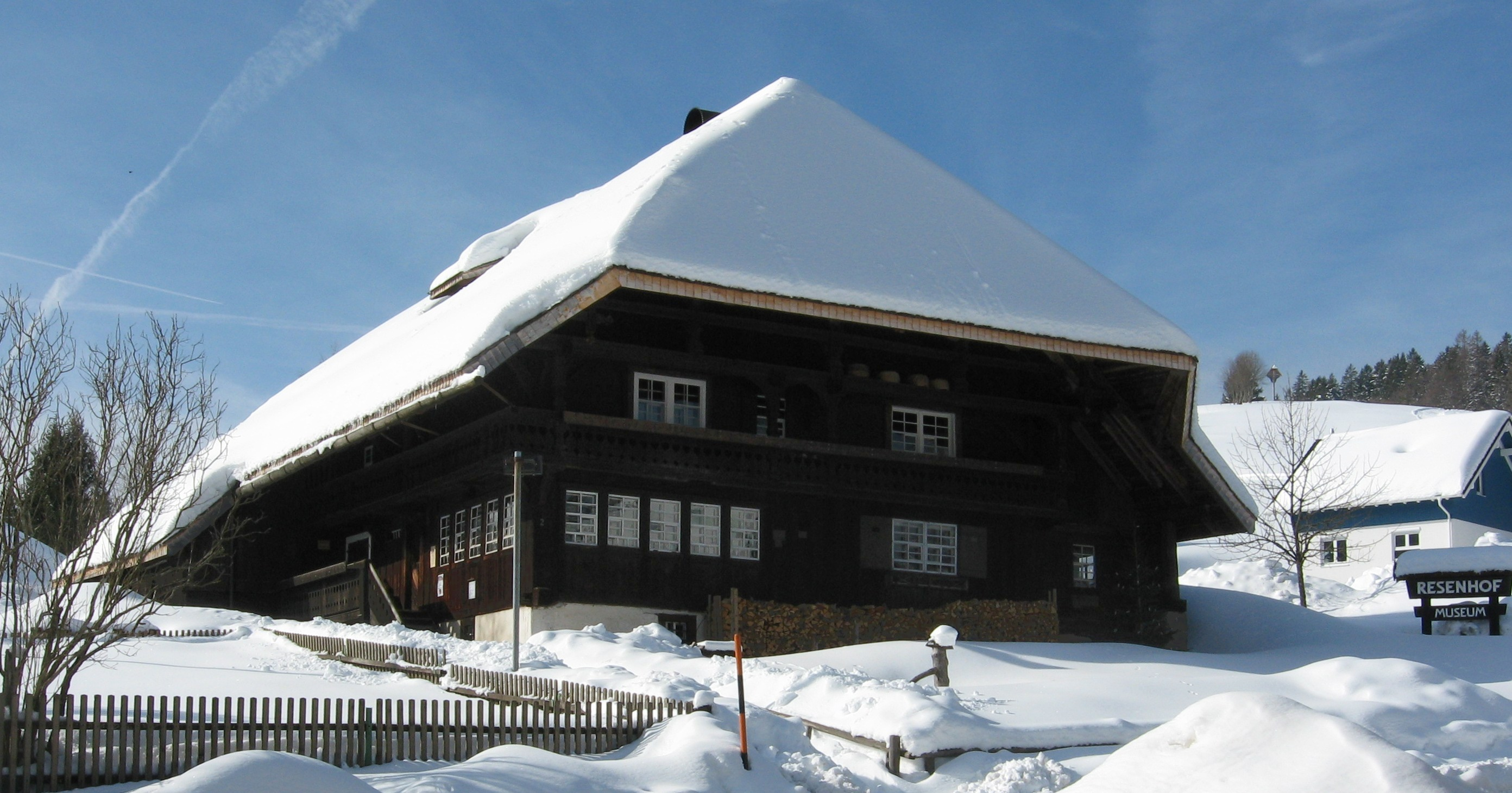
Resenhof, Holzschneflermuseum in Bernau-Oberlehen im Winter
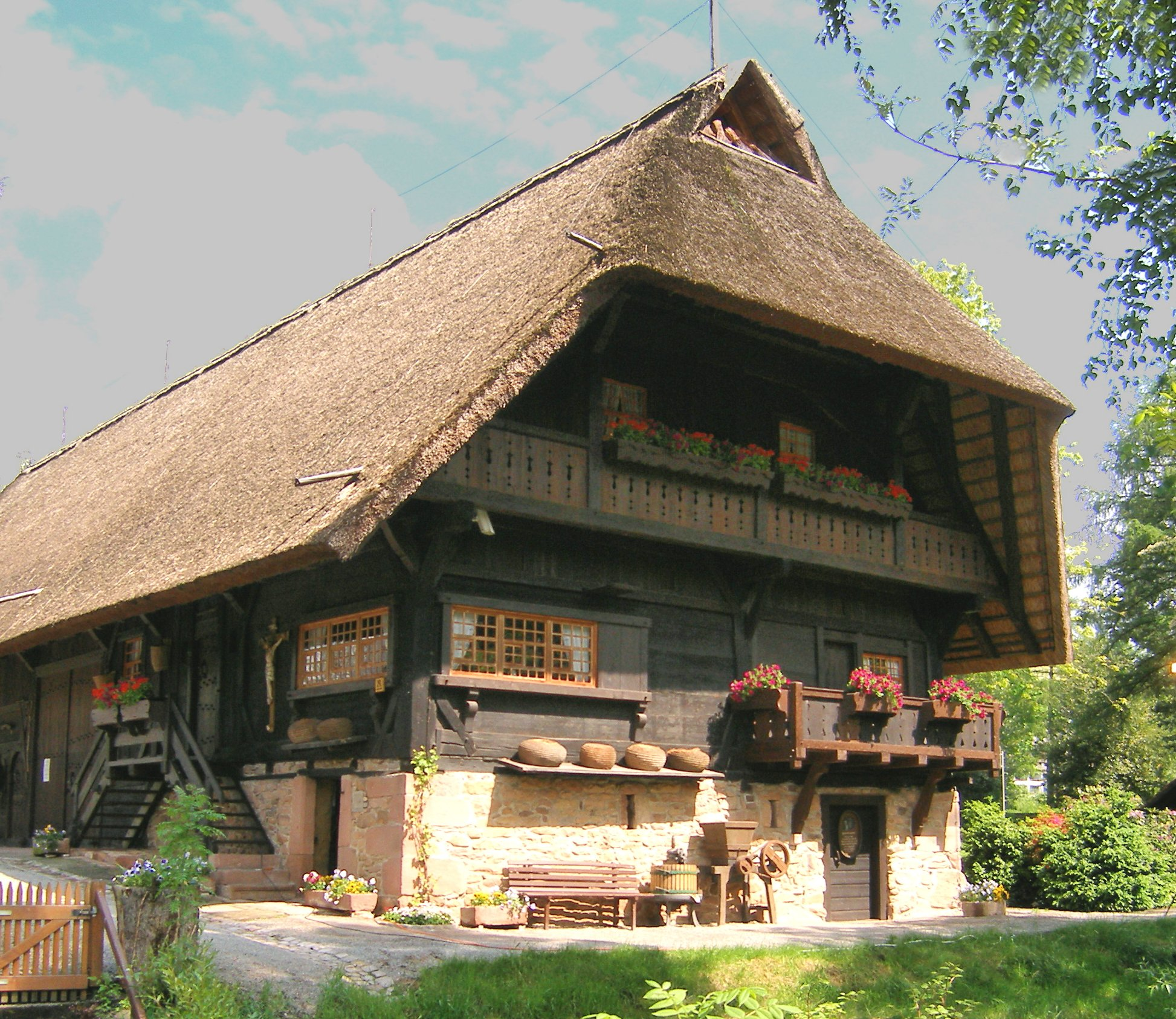
Heimatmuseum Fürstenberger Hof, Schwarzwälder Bauernmuseum
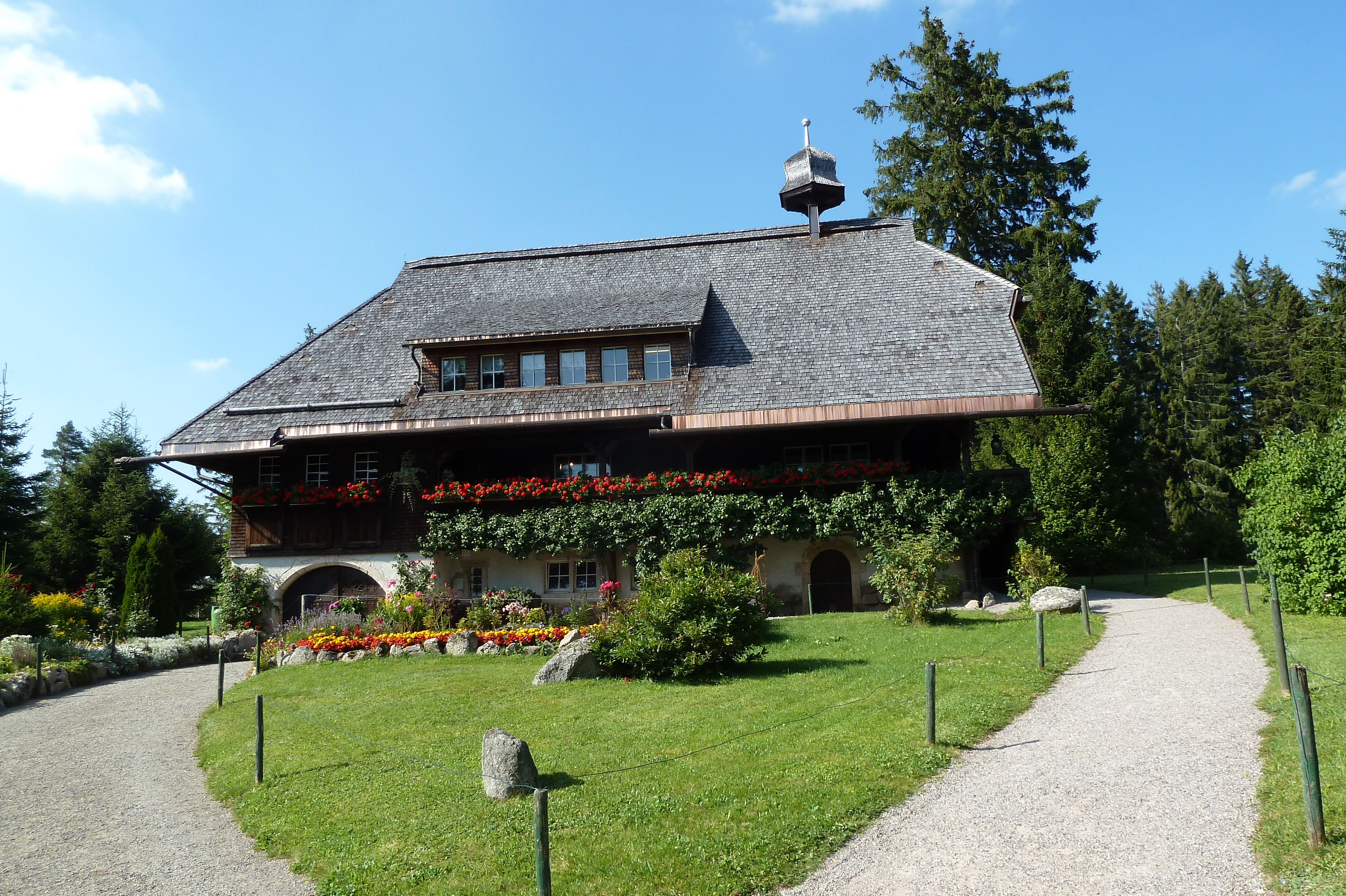
Heimatmuseum Hüsli, Nachbau
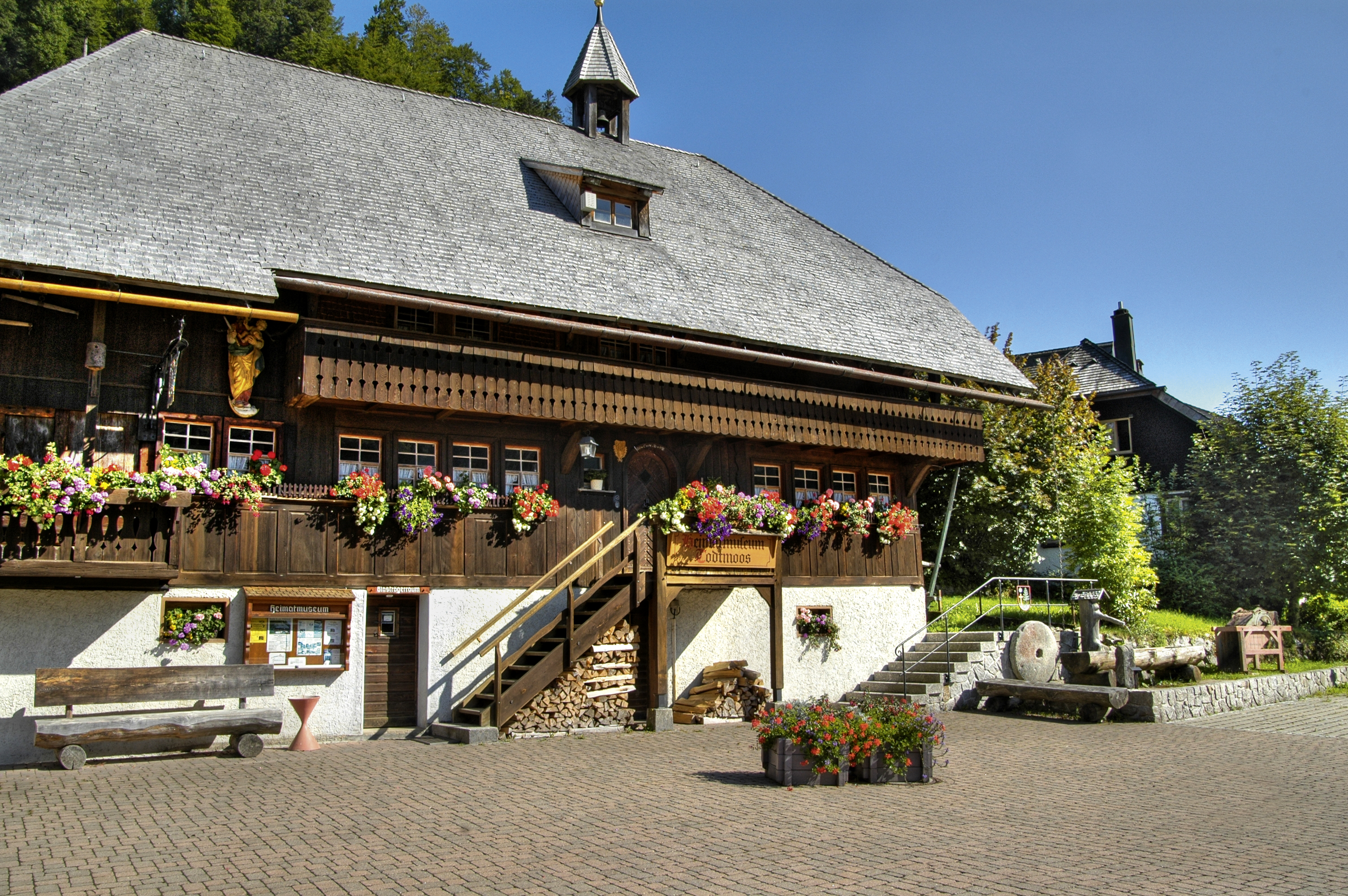
Heimethus Todtmoos, Heimatmuseum

## Nachweise
1. ↑  Hermann Schilli: Ländliche Haus- und Hofformen im alemannischen Gebiet Badens. Badische Heimat 31 (1951) S. 178 pdf
2. ↑  Berthold Haas: Der Schwarzwald-Baar-Kreis. Hrsg.: Landrat Dr. Rainer Gutrecht. 1. Auflage. Konrad Theiss Verlag, Stuttgart und Aalen 1977, ISBN 3-8062-0146-3, Das Bauernhaus im Schwarzwald-Baar-Kreis, S. 182.
3. ↑  Ulrich Schnitzer: Schwarzwaldhäuser von gestern für die Landwirtschaft von morgen. Mit Beiträgen von Franz Meckes u. a., Konrad Theiss Verlag, Stuttgart, 1989, ISBN 3-8062-0567-1, S. 33 ff.